# Рейсс, Тэмми
Тэмми Рейсс (англ. Tammi Reiss; род. 2 апреля 1970 года, Элдред, Хайленд, штат Нью-Йорк, США) — американская профессиональная баскетболистка, которая выступала в женской национальной баскетбольной ассоциации (ЖНБА). Была выбрана на драфте ВНБА 1997 года в первом раунде под общим пятым номером клубом «Юта Старз». Играла на позиции разыгрывающего защитника. После окончания университета перешла в тренерский штаб родной команды NCAA «Виргиния Кавальерс». А в настоящее время работает главным тренером студенческой команды «Род-Айленд Рэмс». В конце 1990-х — начале 2000-х годов сыграла несколько эпизодических ролей в кино и на телевидении.

## Ранние годы
Тэмми Рейсс родилась 2 апреля 1970 года в деревушке Элдред в городе Хайленд (штат Нью-Йорк), а училась там же в Центральной средней школе, в которой выступала за местную баскетбольную команду.